# 삼성종합기술원
삼성종합기술원은 삼성전자에 소속된 삼성그룹의 연구소이다.